# Tianjin Open 2017
Il Tianjin Open 2017 è stato un torneo di tennis giocato sul cemento. È stata la quarta edizione del torneo, che fa parte della categoria WTA International nell'ambito del WTA Tour 2017. Si è giocato al Tuanbo International Tennis Centre a Tientsin, in Cina, dal 9 al 15 ottobre 2017.

## Partecipanti

### Teste di serie
| Nazionalità | Giocatore          | Ranking* | Testa di serie |
| ----------- | ------------------ | -------- | -------------- |
| Francia     | Caroline Garcia    | 15       | 1              |
| Rep. Ceca   | Petra Kvitová      | 18       | 2              |
| Cina        | Peng Shuai         | 25       | 3              |
| Croazia     | Donna Vekić        | 46       | 4              |
| Kazakistan  | Yulia Putintseva   | 48       | 5              |
| Grecia      | Maria Sakkarī      | 50       | 6              |
| Ucraina     | Lesia Tsurenko     | 51       | 7              |
| Stati Uniti | Alison Riske       | 53       | 8              |
| Romania     | Irina-Camelia Begu | 57       | 9              |

* Ranking al 2 ottobre 2017

### Altre partecipanti
Giocatrici che hanno ricevuto una wild card:
- Liu Fangzhou
- Marija Šarapova
- Wang Xiyu

Giocatrici passate dalle qualificazioni:

- Lauren Davis
- Sara Errani
- Guo Hanyu
- Lu Jingjing
- Arina Rodionova
- Stefanie Vögele

la seguente giocatrice è entrata in tabellone come lucky loser:
- Han Xinyun

### Ritiri
Prima del torneo
- Misaki Doi →sostituita da  Kristie Ahn
- Caroline Garcia →sostituita da  Han Xinyun
- Sabine Lisicki →sostituita da  Zhu Lin
- Evgeniya Rodina →sostituita da  Aryna Sabalenka

## Campionesse

### Singolare
Marija Šarapova ha sconfitto in finale  Aryna Sabalenka con il punteggio di 7–5, 7–6(8).
- È il trentaseiesimo titolo in carriera per la Šarapova, il primo della stagione.

### Doppio
Irina-Camelia Begu /  Sara Errani hanno sconfitto in finale  Dalila Jakupovič /  Nina Stojanović con il punteggio di 6–4, 6–3.